# Demänovka (likier)
Demänovka Liqueur – słowacki likier produkowany przez firmę St. Nicolaus w Liptowskim Mikułaszu. Jego nazwa nawiązuje do Doliny Demianowskiej. Likier produkowany jest z 14 gatunków ziół, wody górskiej z Tatr i miodu pszczelego. W sprzedaży są dwa gatunki:
- Demänovka sladká – słodka, o zawartości 33% alkoholu z domieszką cukru,
- Demänovka horká – gorzka, o zawartości 38% alkoholu.